# كريستينا بيكلز
كريستينا بيكلز (بالإنجليزية: Christina Pickles)‏ هي ممثلة بريطانية، ولدت في 17 فبراير 1935 بيوركشاير في المملكة المتحدة.

## أعمال

### أفلام
- (1987) سادة الكون[6]
- (1994) أساطير الخريف[7][8]
- (1996) روميو + جولييت[9][10][11]

### مسلسلات
- المربية
- جاغ
- موردر
- روزان
- عالم آخر
- فريندز
- كيف قابلت أمكما

## وصلات خارجية
- كريستينا بيكلز على موقع IMDb (الإنجليزية)
- كريستينا بيكلز على موقع ألو سيني (الفرنسية)
- كريستينا بيكلز على موقع أول موفي (الإنجليزية)
- كريستينا بيكلز على موقع قاعدة بيانات برودواي على الإنترنت (الإنجليزية)
- كريستينا بيكلز على موقع قاعدة بيانات برودواي على الإنترنت (الإنجليزية)
- كريستينا بيكلز على موقع قاعدة بيانات الأفلام السويدية (السويدية)
- كريستينا بيكلز على موقع إن إن دي بي (الإنجليزية)
- كريستينا بيكلز على موقع قاعدة بيانات الفيلم (الإنجليزية)
- كريستينا بيكلز على موقع كينوبويسك (الروسية)